# Aubeterre-sur-Dronne
Aubeterre-sur-Dronne  es una población y comuna francesa de la región de Poitou-Charentes, en el departamento de Charente, en el distrito de Angoulême y el cantón de Aubeterre-sur-Dronne. Debe su nombre a estar a orillas del río Dronne

## Demografía
| 446 | 449 | 419 | 398 | 388 | 365 |
| Para los censos de 1962 a 1999 la población legal corresponde a la población sin duplicidades (Fuente: INSEE [Consultar]) |     |     |     |     |     |